# Hikawa-maru
Hikawa-maru (氷川丸?) este un fost vas transoceanic, actualmente ancorat în Parcul Yamashita, Yokohama, Japonia.
A avut două vase surori, Heian-maru și Hie-maru, ambele scufundate în al doilea război mondial.
După intrarea Japoniei în războiul pacific, Hikawa-maru a fost convertit în navă spital, evitând astfel soarta vaselor-surori. După război a fost rechiziționat de ocupanții americani, fiind folosit pentru repatrierea soldaților japonezi etc. între 1945-1947. Între 1947-1953 a fost folosit ca vas cargou între Japonia-SUA, iar între 1953-1960 a fost din nou vas de pasageri. 
Din 1961 a fost vas-muzeu (și hotel turistic până în 1973).
Printre pasagerii de seamă poate fi numit Charlie Chaplin, care l-a folosit în 1932.
În 2003 a fost desemnat „Comoară culturală” a orașului Yokohama.

## Galerie

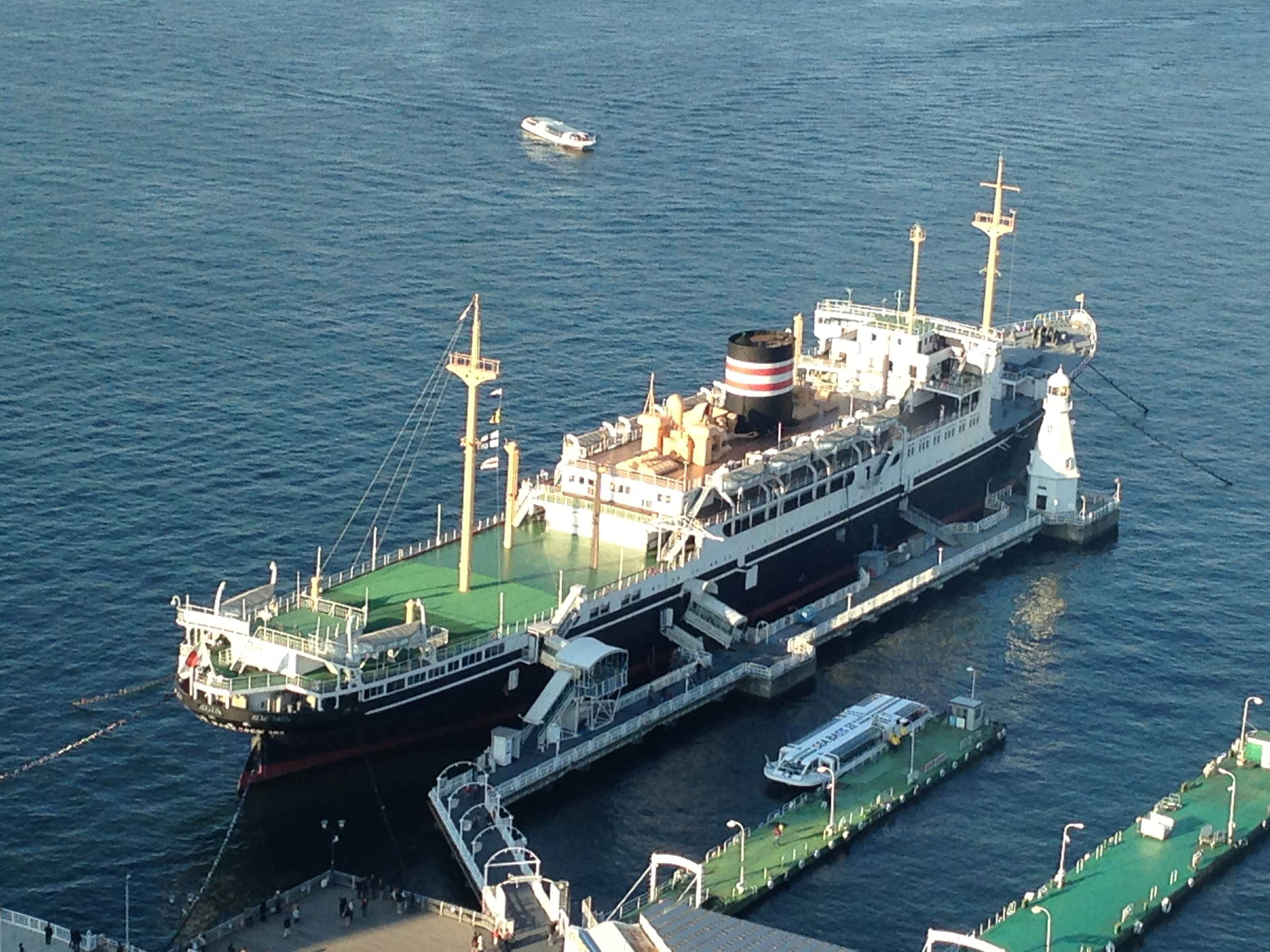
Văzut de sus
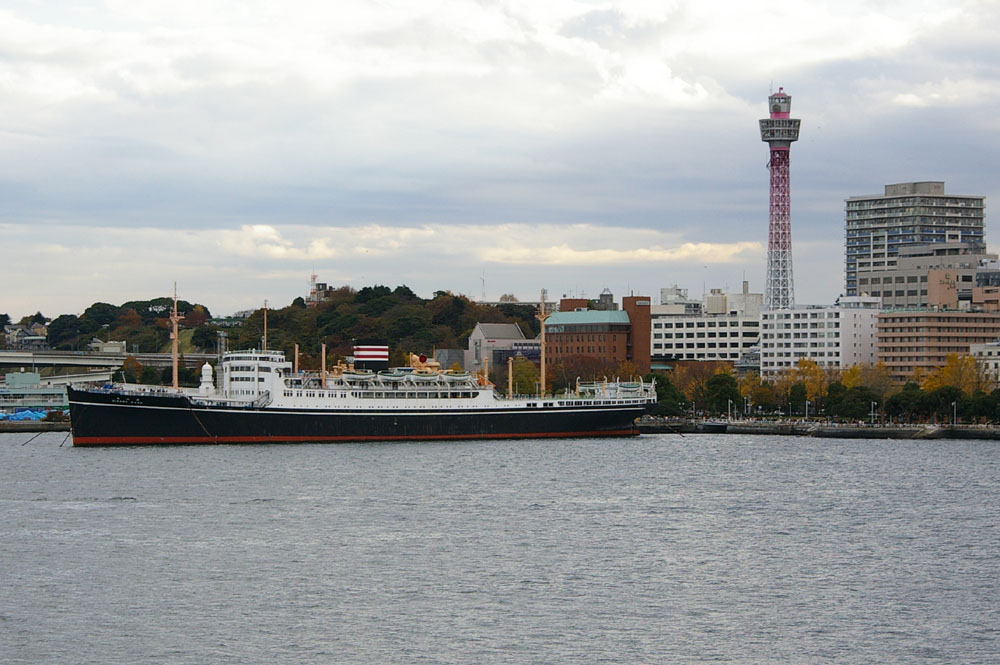
Cu farul Marine Tower în fundal
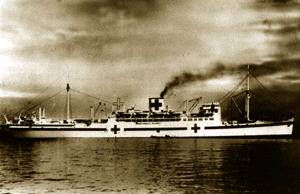
Navă spital

Image